# Brachytarsophrys
Genre
Brachytarsophrys est un genre d'amphibiens de la famille des Megophryidae.

## Répartition
Les 5 espèces de ce genre se rencontrent dans le sud de la République populaire de Chine, en Birmanie, ainsi que dans le nord de la Thaïlande et dans le Nord du Viêt Nam.

## Liste des espèces
Selon Amphibian Species of the World (19 novembre 2016) :
- Brachytarsophrys carinense (Boulenger, 1889)
- Brachytarsophrys chuannanensis Fei, Ye & Huang, 2001
- Brachytarsophrys feae (Boulenger, 1887)
- Brachytarsophrys intermedia (Smith, 1921)
- Brachytarsophrys popei Zhao, Yang, Chen, Chen & Wang, 2014

## Publication originale
- Tian & Hu, 1983 : Taxonomic study on genus Megophrys, with descriptions of two new genera. Acta Herpetologica Sinica, New Series, Chengdu, vol. 2, no 2, p. 41-48.